# 船上山ダム
船上山ダム（せんじょうざんダム）は、鳥取県東伯郡琴浦町、二級河川・勝田川本流上流部に建設されたダムである。
農林水産省中国四国農政局が管理する農林水産省直轄ダムで、高さ43.9メートルのロックフィルダム。由良川上流部は丘陵地帯なため、畑作が主であり、雨水により農業用水を確保していたが、国営かんがい排水事業である東伯農業水利事業により西高尾ダム・小田股ダムと共に、勝田川水系、由良川水系に頭首工まで導水し、灌漑に使用する目的で建設された。